# Kokurakita, Kitakyūshū
Kokurakita (小倉北区 (Tiểu Thương Bắc khu) Kokurakita-ku) là quận thuộc thành phố Kitakyūshū, tỉnh Fukuoka, Nhật Bản. Tính đến ngày 1 tháng 10 năm 2020, dân số ước tính của quận là 183.407 người và mật độ dân số là 4.700 người/km2. Tổng diện tích của quận là 39,23 km2.